# Richard Winters

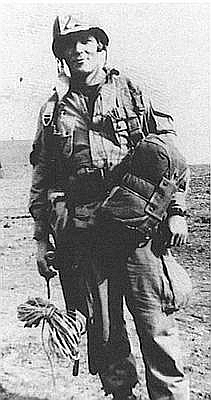
Richard D. „Dick“ Winters in Camp Toccoa in Georgia (1942)

Richard D. „Dick“ Winters (* 21. Januar 1918 in Lancaster, Pennsylvania; † 2. Januar 2011 in Campbelltown, Lebanon County, Pennsylvania) war ein Major der US Army. Während des Zweiten Weltkrieges befehligte er u. a. die Easy Company, 2. Bataillon, 506. US-Fallschirmjägerregiment der 101. US-Luftlandedivision. In der Serie Band of Brothers, die die Easy Company während des Zweiten Weltkrieges porträtiert, wurde er von Damian Lewis dargestellt.

## Leben

### Jugend
Winters wurde in Lancaster, Pennsylvania, geboren und wuchs dort auch auf. 1941 schloss er das Franklin and Marshall College mit einem Bachelor in Wirtschaftswissenschaft ab.

### Zweiter Weltkrieg
Winters trat 1941 in den Dienst der US Army und wurde nach der Grundausbildung für die Officer Candidate School (OCS) in Fort Benning, Georgia, ausgewählt. Während dieser Zeit lernte er Lewis Nixon kennen, mit dem er später auch im 506. US-Fallschirmjägerregiment dienen sollte. Nach der Offizierausbildung diente er als Zugführer eines Platoons der E-Kompanie (Easy Company), mit dem er an der Fallschirmjägerausbildung im Camp Toccoa teilnahm. Während dieser Ausbildung wurde Winters zum Stellvertretenden Kompaniechef der Kompanie unter Captain Herbert Sobel ernannt und zum First Lieutenant befördert.
Nach der Verlegung der 101. US-Luftlandedivision nach Großbritannien entstand ein Streit zwischen dem Kompaniechef Sobel und einigen Unteroffizieren der Kompanie, dies nannte Winters später „Meuterei“ („mutiny“). Die Unteroffiziere weigerten sich, mit Sobel verlegt zu werden, und versuchten dies zu erreichen, indem sie geschlossen um ihre Versetzung in andere Regimenter baten, was zur Folge hatte, dass Sobel kurz vor der Invasion der Normandie vom Regimentskommandeur Colonel Robert F. Sink durch First Lieutenant Thomas Meehan III. ersetzt wurde. Am 6. Juni 1944, etwa um 1:15 Uhr, wurde die C-47, mit der Meehan und der Stab der Easy Company flogen, durch deutsches Flakfeuer abgeschossen. Keiner der Insassen überlebte. Daher übernahm Winters das Kommando der Easy Company und behielt es bis zum Ende der Invasion. Nach der Invasion wurde er zum Stellvertretenden Kommandeur (XO) des Bataillons ernannt.
Während der Operation Market Garden in den Niederlanden im September 1944 diente Winters als Stellvertretender Kommandeur des 2. Bataillons, 506. US-Fallschirmjägerregiment. Obwohl diese Dienststellung in der Regel den Rang eines Majors erforderte, übernahm Winters, bereits zum Captain befördert, diese Aufgabe. Während dieser Operation führte Winters mit 20 Soldaten der Easy Company einen erfolgreichen Angriff gegen 200 deutsche Soldaten.
Am 16. Dezember 1944 startete die Wehrmacht die Ardennenoffensive in Belgien. Nachdem die 101. US-Luftlandedivision bis zum 18. Dezember nach Bastogne vorgedrungen war, hielt das 2. Bataillon unter Winters während der deutschen Offensive die Frontlinie bei der kleinen Stadt Foy. Die Division und Teile der 10. US-Panzerdivision hielten die Linie gegen verschiedene deutsche Divisionen nahezu eine Woche lang, bis Teile der 3. US-Armee unter General George S. Patton durchbrachen und die deutschen Kräfte in Bastogne einkesselten. Nach der Ardennenoffensive wurde Winters zum Major befördert.

### Nach dem Krieg

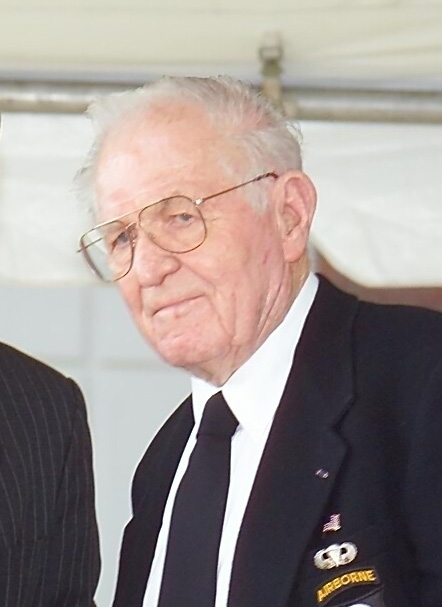
Dick Winters im Jahr 2004

Nach dem Krieg arbeitete Winters kurz für seinen Freund Lewis Nixon in dessen Familienunternehmen, bevor er während des Koreakrieges wieder einberufen wurde, um Infanteristen und US Army Rangers auszubilden.
Nach dieser zweiten Dienstzeit bei der US Army verkaufte Winters Tierfutterprodukte an Farmer in Pennsylvania. Er und seine Frau Ethel kauften eine kleine Farm und bekamen zwei Kinder. Nachdem er sich in Hershey, Pennsylvania, zur Ruhe gesetzt hatte, wurde Winters durch Stephen Ambroses 1992 veröffentlichtes Buch Band of Brothers: E Company, 506th Regiment, 101st Airborne from Normandy to Hitler’s Eagle’s Nest und der daraus abgeleiteten Miniserie Band of Brothers aus dem Jahr 2001 zum Vorzeigesoldaten der Greatest Generation.
Winters war zudem Grundlage des 2005 veröffentlichten Buchs Biggest Brother: The Life of Major Dick Winters, The Man Who Led the Band of Brothers von Larry Alexander. Seine eigenen Memoiren Beyond Band of Brothers: The War Memoirs of Major Dick Winters schrieb er zusammen mit dem pensionierten Militärhistoriker Colonel Cole C. Kingseed und veröffentlichte sie 2006.
Richard D. „Dick“ Winters starb am 2. Januar 2011 im Alter von 92 Jahren und wurde am 8. Januar im privaten Kreis beigesetzt. In seinen letzten Lebensjahren litt er an der Parkinson-Krankheit.

### Richard D. Winters Memorial

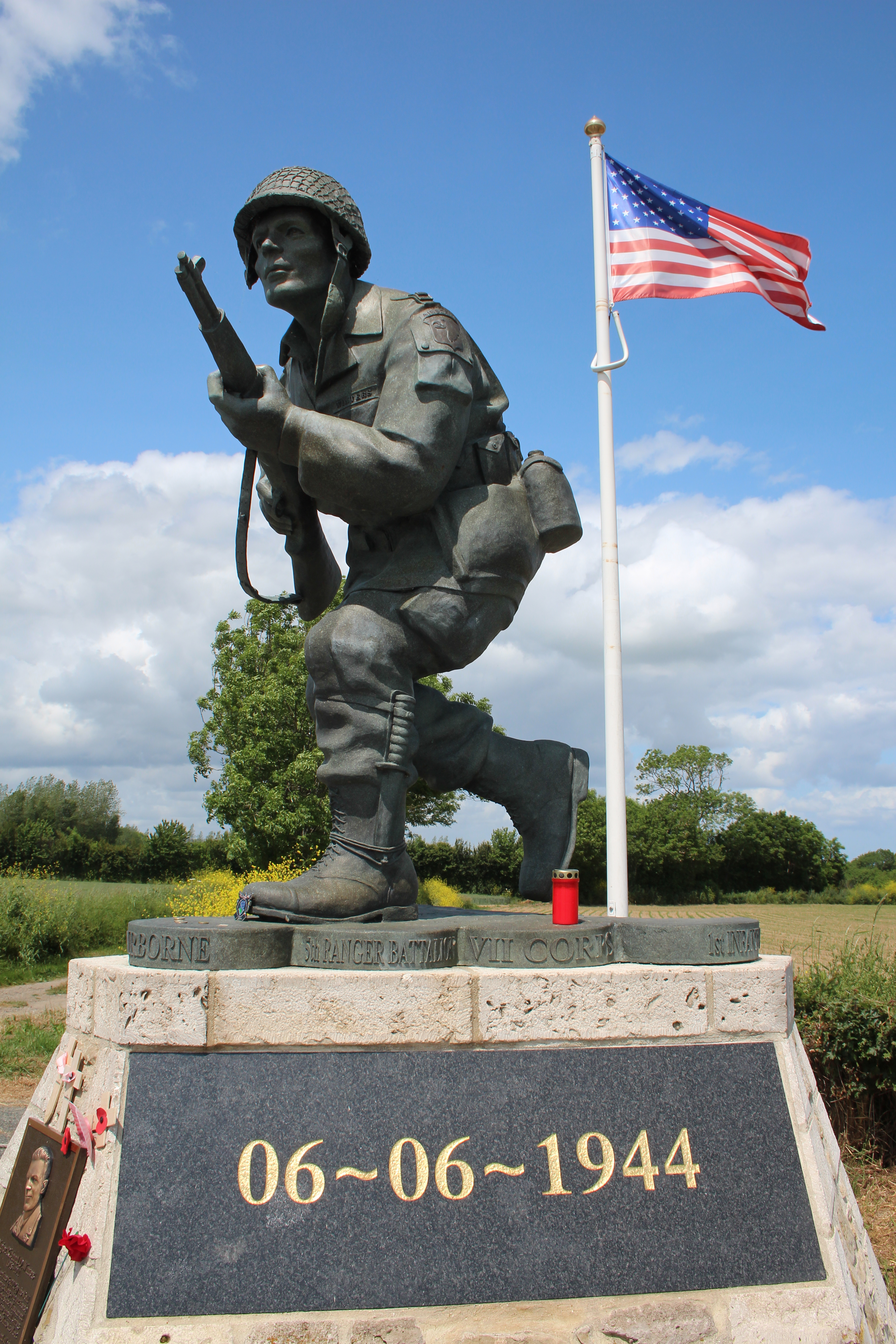
Richard D. Winters Memorial, Normandie

Am 6. Juni 2012, dem 68. Jahrestag des D-Day, wurde in der Nähe von Sainte-Marie-du-Mont ein Gedenkstein mit einer Bronzestatue zu Ehren von Richard D. Winters enthüllt. Das Memorial ist, nach seinem Wunsch, allen jungen Offizieren gewidmet, die während der Landung in der Normandie gedient haben, bzw. gefallen sind. Eine genaue Kopie der Gedenkstätte wurde am 25. Mai 2015 in Ephrata, Pennsylvania, dem ehemaligen Wohnort von Richard D. Winters, eingeweiht. Beide Skulpturen wurden vom Bildhauer Stephen C. Spears geschaffen.

## Auszeichnungen und Ehrungen
Für die Führung eines Angriffes am 6. Juni 1944 (des sogenannten Brécourt Manor Assault) auf eine Batterie von deutschen 105-mm-Geschützen, die auf die alliierte Landezone Utah Beach gerichtet waren, wurde Winters für die Medal of Honor, der höchsten militärischen Auszeichnung der US Army empfohlen. Stattdessen wurde ihm jedoch das Distinguished Service Cross verliehen, die zweithöchste Auszeichnung. Dieser Angriff wird heute noch auf Militärakademien als klassisches Beispiel für Kampftaktik kleiner Einheiten gelehrt. Nachdem die Miniserie Band of Brothers im Fernsehen gelaufen war, wurde eine Petition aufgesetzt, um Winters die Medal of Honor nachträglich zu verleihen.
Weiterhin umfassen seine Auszeichnungen unter anderem den Bronze Star mit Eichenlaub, das Purple Heart, die World War II Victory Medal, die American Defense Service Medal, die European-African-Middle Eastern Campaign Medal, die Army of Occupation Medal, die National Defense Service Medal, eine Presidential Unit Citation mit Eichenlaub, das Orange Halsband des Niederländischen Heeres, den Four Freedoms Award sowie die Medaille der Stadt Eindhoven.
Die Uniform, die Winters im Range eines Captains während der Landung in der Normandie trug, ist heute im Dead Man’s Corner Museum ausgestellt.
|  | Distinguished Service Cross                    |
|  | Bronze Star mit Eichenlaub                     |
|  | Purple Heart                                   |
|  | World War II Victory Medal                     |
|  | American Defense Service Medal                 |
|  | European-African-Middle Eastern Campaign Medal |
|  | Army of Occupation Medal                       |
|  | National Defense Service Medal                 |
|  | Presidential Unit Citation mit Eichenlaub      |
|  |                                                |